# São Nicolau (Porto)
Pour les articles homonymes, voir São Nicolau.
São Nicolau est une ancienne freguesia de Porto qui, par la loi du 28 janvier 2013, a été fusionnée dans l'Union des Freguesias de Cedofeita, Santo Ildefonso, Sé, Miragaia, São Nicolau et Vitória.
On y trouve l'Église Saint-Nicolas.